# Conchapelopia varna
Conchapelopia varna är en tvåvingeart som beskrevs av Roback 1981. Conchapelopia varna ingår i släktet Conchapelopia och familjen fjädermyggor. Inga underarter finns listade i Catalogue of Life.